# Tibor Chobot
Tibor Chobot (* 25. června 1951) je bývalý slovenský fotbalista, záložník.

## Fotbalová kariéra
V československé lize hrál za ZVL Žilina, Duklu Praha a Jednotu Trenčín. Nastoupil ve 220 ligových utkáních a dal 40 gólů. Za dorosteneckou reprezentaci nastoupil v 5 utkáních a za juniorskou reprezentaci nastoupil ve 3 utkáních. V nižších soutěžích hrál za Dukla Banská Bystrica a TJ JZD Slušovice.

## Ligová bilance
| Ročník                                        | Zápasy | Góly | Minuty | Klub                  |
| --------------------------------------------- | ------ | ---- | ------ | --------------------- |
| 1. československá fotbalová liga 1968/1969    | 3      | 0    | –      | ZVL Žilina            |
| 1. československá fotbalová liga 1969/1970    | 23     | 4    | –      | ZVL Žilina            |
| 1. československá fotbalová liga 1970/1971    | 28     | 3    | –      | ZVL Žilina            |
| 1. československá fotbalová liga 1971/1972    | 1      | 0    | 4      | Dukla Praha           |
| 1. československá fotbalová liga 1972/1973    | -      | -    | -      | Dukla Banská Bystrica |
| 1. československá fotbalová liga 1973/1974    | 29     | 2    | –      | ZVL Žilina            |
| 1. československá fotbalová liga 1974/1975    | 30     | 5    | –      | ZVL Žilina            |
| 1. československá fotbalová liga 1975/1976    | 29     | 7    | –      | ZVL Žilina            |
| 1. československá fotbalová liga 1976/1977    | 28     | 11   | –      | ZVL Žilina            |
| 1. československá fotbalová liga 1977/1978    | 22     | 6    | 1825   | ZVL Žilina            |
| 1. slovenská národní fotbalová liga 1978/1979 | –      | 9    | –      | ZVL Žilina            |
| 1. československá fotbalová liga 1979/1980    | 27     | 2    | 2312   | Jednota Trenčín       |
| 1. slovenská národní fotbalová liga 1982/1983 | 26     | 9    | -      | TTS Trenčín           |
| 1. slovenská národní fotbalová liga 1983/1984 | 15     | 0    | -      | TTS Trenčín           |
| Česká národní fotbalová liga 1986/1987        | 23     | 3    | -      | TJ JZD Slušovice      |
| CELKEM 1. liga                                | 220    | 40   | 4137   |                       |